# Metro w Klużu-Napoce
Metro w Klużu-Napoce – planowana sieć kolei podziemnej w Klużu-Napoce.
22 listopada 2021 roku Rada Miasta zatwierdziła studium wykonalności budowy linii Florești – Piața Unirii – Piața Mărăști – Muncii / Europa Unită – Depou Sopor o długość 21,03 km i 19 stacji, w tym 14 na terenie miasta. Czas trwania prac projektowych i budowlanych określono na 11 lat. Zaplanowano obsługę przez 16 pociągów. W marcu 2023 r. wybrano wykonawcę projektu i budowy linii, a w maju podpisano umowę z wykonawcą prac. 5 czerwca 2024 r. rozpoczęto prace budowlane.